# Алиса в Страната на чудесата (филм, 1903)
Вижте пояснителната страница за други значения на Алиса в Страната на чудесата.
„Алиса в Страната на чудесата“ е черно-бял ням филм от 1903 г., първата филмова екранизация на едноименната книга на Луис Карол, с участието на Мей Кларк в ролята на Алиса. Филмът е с дължина 8 минути и е най-дългият британски филм за времето си. Части от него са загубени; само едно копие от филма е съхранено до днес.